# Malet astrild
Malet astrild (latin: Emblema pictum) er en spurvefugl, der lever i Australien.